# Dunkeld
Dunkeld (Dùn Chailleann en écossais) est une petite ville d'Écosse. À partir de l'an 700, elle fut un centre monacal et rivalisa pendant une brève période avec Scone.
On y construisit une majestueuse cathédrale gothique. Aujourd'hui, la petite ville de Dunkeld est concentrée autour du charmant enclos au bord de l'eau de sa cathédrale partiellement en ruine.

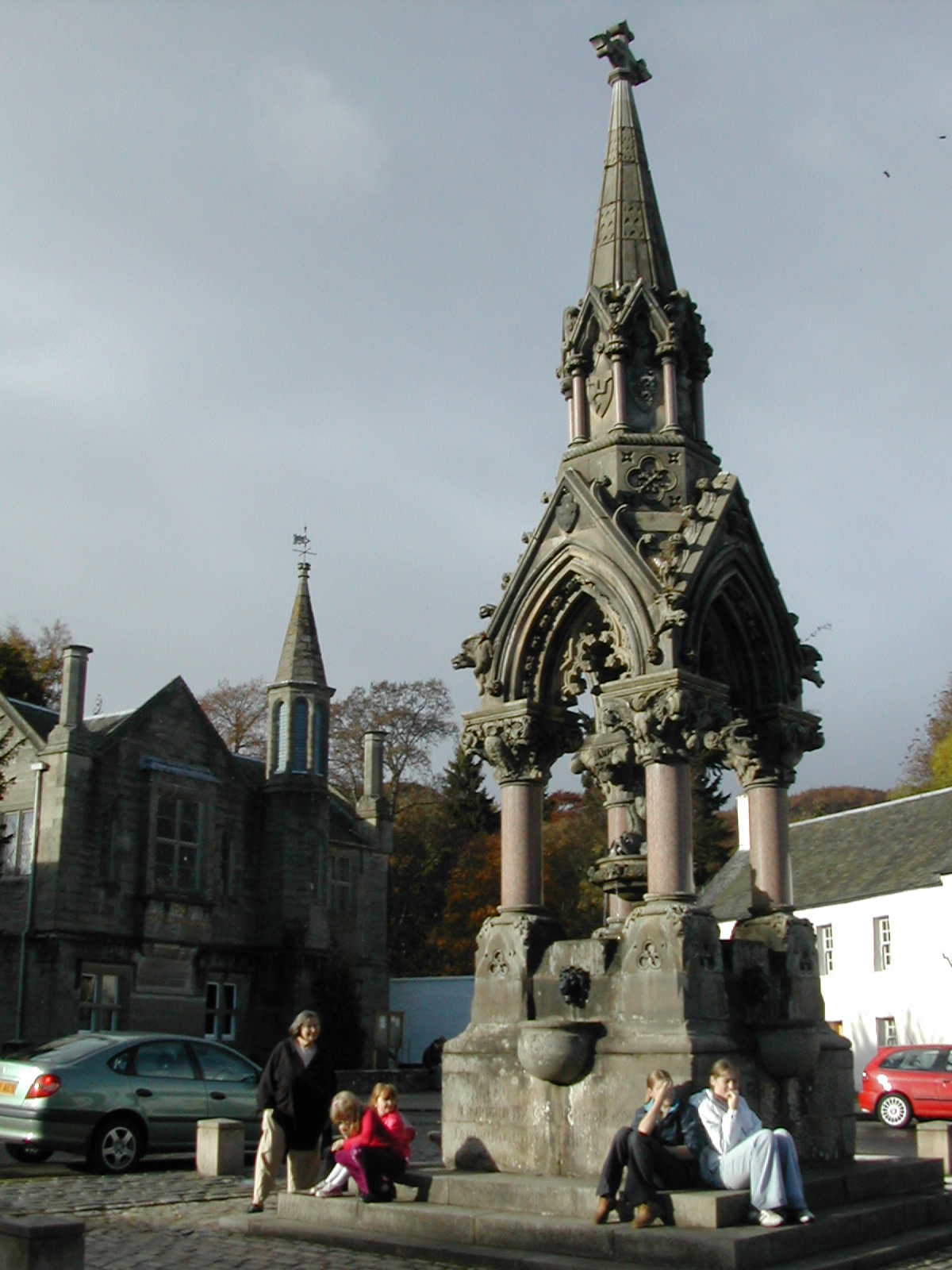
Le centre-ville de Dunkeld.

## Personnalités liées à la ville
- Veronica Linklater (1943-2022), femme politique britannique.